# Manólis Papathomópoulos
Manólis Papathomópoulos (en grec moderne Μανόλης Παπαθωμόπουλος) est un philologue, helléniste et byzantinologue grec de l’Université de Ioannina, ayant principalement écrit en grec moderne et en français.

## Travaux

### Articles
- « Pour une nouvelle édition de la Bibliothèque d’Apollodore », Hellenica 26, 1973, pp. 18-40, Varia philologica et papyrologica I, Jannina 1990, pp. 55-77.
- « Tzetzès sur les Ἕκτορος λύτρα de Denys le Tyran », Revue des études grecques, tome 94, fascicule 445-446, janvier-juin 1981. pp. 200-205.
- « Le retour de Plisthène. Disparition et réapparition d'un personnage mythologique », Revue des études grecques, tome 105, fascicule 500-501, janvier-juin 1992. pp. 45-58.
- « Pour une nouvelle édition des Magna Moralia d’Aristote », Pallas, 81, 2009, pp. 203-207.

### Livres
- Varia Philologica et Papyrologica, Jannina 1990.
- Nouveaux fragments d’auteurs anciens (« Peleia » 5, Ioannina 1980).

### Éditions de textes antiques
- Antoninus Liberalis. Les Métamorphoses, texte établi, traduit et commenté. Paris, Les Belles Lettres, 1968.
- Απολλόδωρου Βιβλιοθήκη — Apollodori Bibliotheca, post Richardum Wagnerum recognita. Εισαγωγή - Κείμενο - Πίνακες. Λόγος Ελληνικός 4. Αθήνα: Εκδοσεις Αλήθεια, 2010  (ISBN 9789609922517).